# Cowley (Gloucestershire)
Cowley – wieś w Anglii, w hrabstwie Gloucestershire, w dystrykcie Cotswold. Leży 14 km na wschód od miasta Gloucester i 138 km na zachód od Londynu. W 2001 miejscowość liczyła 333 mieszkańców.